# Thomas de Vere
Thomas de Vere (ca. 1336 - september 1371), 8e graaf van Oxford, was de tweede zoon van John de Vere (1312-1360), 7e graaf van Oxford, en Maud de Badlesmere (1310-1366), gravin van Oxford. Zijn oudere broer John Vere van Whitchurch in Buckinghamshire overleed kinderloos voor 23 juni 1350.
Thomas nam deel aan verscheidene militaire veldtochten van Eduard III (1312-1377). Hij trouwde waarschijnlijk omstreeks 24 juli 1341 met Maud de Ufford, dochter en erfgename van Ralph de Ufford en Maud of Lancaster, de dochter van Hendrik van Lancaster, kleinzoon van koning Hendrik III van Engeland (1207-1272). Na de dood van Thomas in 1371 werd zijn weduwe aangeklaagd wegens haar betrokkenheid in een complot tegen koning Hendrik IV (1367-1413), maar later werd haar gratie verleend. Thomas de Vere werd opgevolgd door zijn enige zoon, Robert de Vere (1362-1392), 9e graaf van Oxford.